# Арсеньєва Надія Павлівна
Надія Павлівна Арсеньєва (13 березня 1929, с. Заборинка, Холмський район — 21 січня 1989) — радянський передовик виробництва в сільському господарстві, доярка радгоспу «Вейно» Могильовського району Могильовської області Білоруської РСР. Герой Соціалістичної Праці (1966).

## Біографія
Народилася 13 березня 1929 року в селі Заборинка Холмського району Великолуцької округи Ленінградської області в селянській родині.
З 1937 року у віці восьми років розпочала свою трудову діяльність у місцевому господарстві, з 1939 по 1941 роки в віці десяти років почала працювати підпасичем у колгоспі села Заборинка Холмського району Ленінградської області. З 1941 року після початку війни разом з родиною була евакуйована в Кемеровську область, де в тому ж році почала працювати в сільському господарстві, пізніше працювала — вантажником на підприємстві водного транспорту. 
З 1945 року після закінчення війни, переїхала в Могильовську область Білоруської РСР і почала працювати колгоспницею, з 1958 року почала працювати дояркою на молочно-товарній фермі радгоспу «Вейно» Могильовського району Могильовської області Білоруської РСР. Н.П. Арсеньєва швидко завоювала лідерство і вважалася кращою дояркою радгоспу, надоювала від кожної корови в середньому по дві тисячі і більше кілограмів молока. Була постійною учасницею Всесоюзної виставки досягнень народного господарства (ВДНГ СРСР). З 1959 по 1965 роки в період сьомої п'ятирічки Н.П. Арсеньєва показала високі надої молока, в 1965 році на завершальному році п'ятирічки вона вийшла на передові позиції у Могильовській області отримавши по 4209 кілограмів молока жирністю 4,1 відсотка. 
22 березня 1966 року Указом Президії Верховної Ради СРСР «за досягнуті успіхи у розвитку тваринництва, збільшення виробництва і заготівель м'яса, молока, яєць, вовни та іншої продукції» Надія Павлівна Арсеньєва удостоєна звання Героя Соціалістичної Праці з врученням Ордена Леніна і золотої медалі «Серп і Молот». 
Продовжувала працювати дояркою до 1973 року, з 1973 року працювала в тепличному господарстві радгоспу «Вейно» Могильовського району Могильовської області Білоруської РСР. 
Після виходу на заслужений відпочинок жила в селі Вейно Могильовського району Могильовської області. 
Померла 21 січня 1989 року. 

## Нагороди
- Медаль «Серп і Молот» (22.03.1966)
- Орден Леніна (22.03.1966)